# Kwonkan
Kwonkan là một chi nhện trong họ Nemesiidae.
Kwonkan được miêu tả năm 1983 bởi Main.

## Các loài
Kwonkan có các loài sau:
- Kwonkan anatolion Main, 1983
- Kwonkan eboracum Main, 1983
- Kwonkan goongarriensis Main, 1983
- Kwonkan moriartii Main, 1983
- Kwonkan silvestris Main, 1983
- Kwonkan wonganensis (Main, 1977)